# Trutzbingen

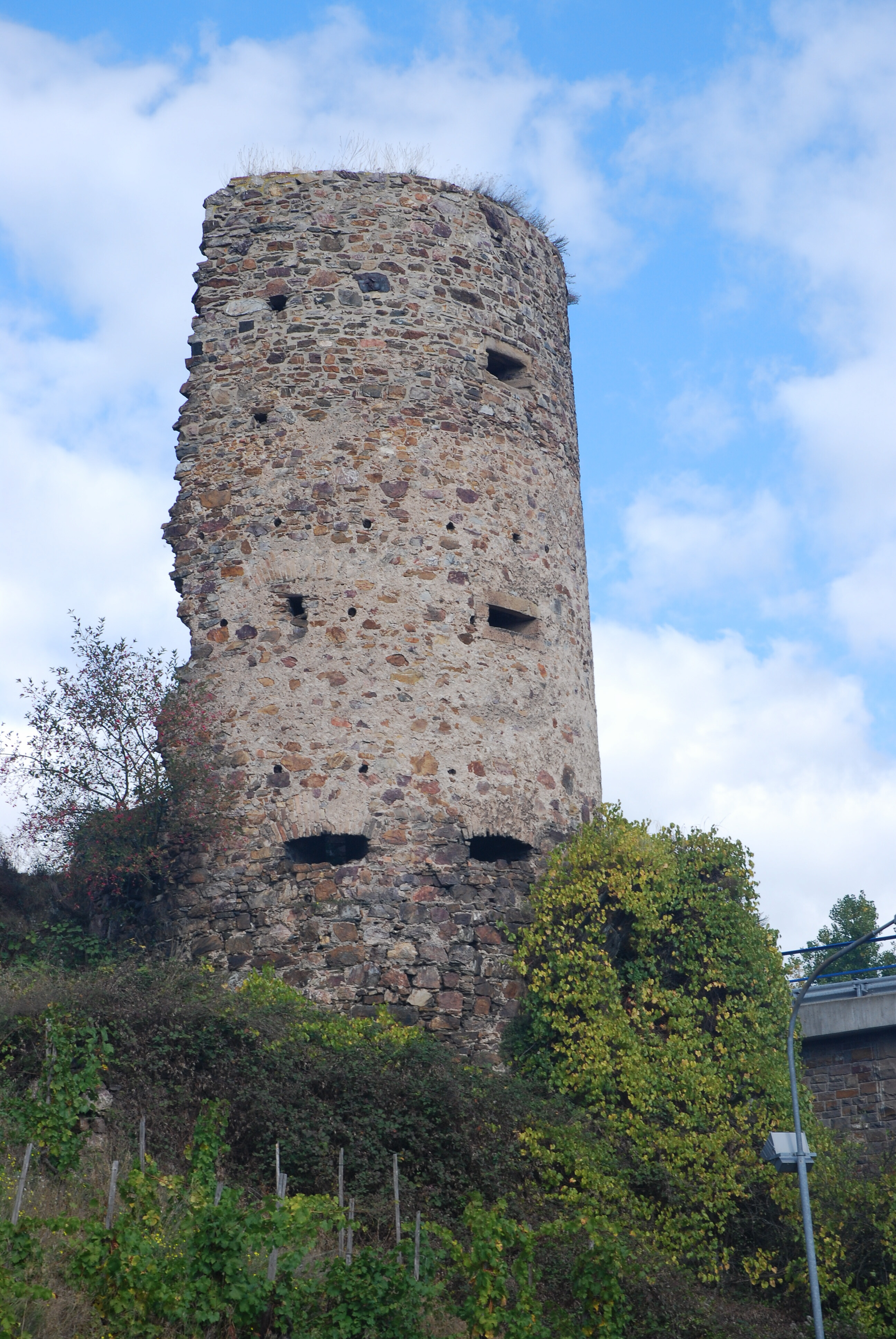
Trutzbingen

Die Trutzbingen ist die Ruine eines Rundturms am Ortsausgang von Münster-Sarmsheim in Richtung Bingen am Rhein. Sie ist der Rest einer Zollsperranlage, die im Jahr 1493 errichtet wurde. Erhalten ist die Halbschale eines Rundturms. Seit 2002 ist Trutzbingen Teil des UNESCO-Welterbes Oberes Mittelrheintal.

## Geschichte
Nach einem Stadtbrand in Bingen 1490 versuchte der Magistrat der Stadt zur Behebung der Schäden Geld durch Einführung eines Marktgeldes aufzutreiben. Die Gebühren wurden auch von Münster-Sarmsheim und anderen kurpfälzischen Orten erhoben. Nachdem ein Einspruch der Münster-Sarmsheimer erfolglos blieb, wandten sie sich an den Kurfürsten von der Pfalz, Philipp den Aufrichtigen. Dieser schuf einen neuen Wochenmarkt in Münster-Sarmsheim, den er 1493 durch die Zollsperranlage sichern ließ. Sie bestand an einem ummauerten Areal mit einer Schiffsanlegestelle und einem auf einer Anhöhe errichteten Rundturm.
1504, im Pfälzisch-Bayerischen Erbfolgekrieg, zog der hessische Landgraf Wilhelm II. gegen Münster-Sarmsheim. Er ließ die Stadt beschießen und in Brand setzen. Die Zollsperre wurde zerstört und die Seite des Rundturms in Richtung Bingen gesprengt.